# Steinmaur
Steinmaur är en ort och kommun i distriktet Dielsdorf i kantonen Zürich, Schweiz. Kommunen har 3 714 invånare (2023).
I kommunen finns även orten Sünikon.